# 451

Veldtocht van Attila de Hun in Gallië (451)

Het jaar 451 is het 51e jaar in de 5e eeuw volgens de christelijke jaartelling.

## Gebeurtenissen

### Europa
- Voorjaar - Attila de Hun valt Gallië binnen, aan het hoofd van een strijdmacht (50.000 man) die uit o.a. Hunnen, Gepiden, Heruli, Ostrogoten, Rugiërs, Sciri en Thüringers bestaat steekt hij bij Koblenz de Rijn over.
- April - De Hunnen volgen de Moezel naar het Westen en plunderen de steden Trier, Metz en Reims. Een andere coalitie-strijdmacht verwoest Keulen, Tongeren, Doornik, Kamerijk, Amiens en Beauvais.
- Attila bedreigt Parijs, maar door hevige tegenstand vanaf Île de la Cité (eiland in de Seine) worden de Hunnen gedwongen het beleg af te breken. De Parisii en onder bescherming van het meisje Genoveva (latere patroonheilige van de stad) vernielen de bruggen naar Parijs en houden stand.
- Juni - Attila bereikt Aurelianum (huidige Orléans) en nadat hem de toegang is geweigerd, begint hij de stad te belegeren. De Hunnen hebben nog voor één maand proviand en hopen op een snelle overgave. Flavius Aëtius (magister militum) verzamelt in het Loiredal een strijdmacht met steun van Bourgondiërs, Franken, Kelten en zelfs Visigoten onder leiding van koning Theoderik I.
- 20 juni - Slag op de Catalaunische Velden: De Hunnen en een foederati-contingent (bondgenoten) onder Attila worden bij Troyes (Grand Est) door het Romeinse leger (30.000 man) onder bevel van Aëtius teruggedreven, maar niet definitief verslagen. Theoderik I sneuvelt tijdens de veldslag en Attila wordt gedwongen zich terug te trekken uit Gallië.
- Thorismund (451-453) volgt zijn vader Theoderik I op als koning van de Visigoten. Hij wordt gekroond in Toulouse en breidt tijdens zijn regeringsperiode het Visigotische Rijk verder uit in Zuid-Spanje.

### Armenië
- 26 mei - Slag bij Vartanantz: Koning Yazdagird II verslaat in West-Azerbeidzjan (Iran) het opstandige Armeense leger (66.000 man) onder leiding van Vardan Mamikonian. Hij voert een guerrilla-oorlog tegen de Perzen en weigert de band met de Katholieke Kerk te verbreken.

## Religie
- 12 oktober–1 november - Concilie van Chalcedon: In Pontus et Bithynia wordt het vierde oecumenische concilie gehouden. Paus Leo I verwerpt het monofysitisme van Eutyches en de Tweenaturenleer in de Chalcedonische geloofsbelijdenis wordt aangenomen.
- Leo I verzet zich tegen de verklaring dat de bisschoppen van Rome en van Constantinopel gelijk zijn. Het celibaat voor monniken wordt vastgesteld en Jeruzalem wordt verhoogd tot patriarchaat.
- De stad Chur (Zwitserland) wordt benoemd tot bisdom, het bisdom Chur.

## Geboren
- Jacobus van Sarug, Syrisch bisschop (overleden 521)
- Theodorik de Grote, koning van de Ostrogoten (waarschijnlijke datum)

## Overleden
- Dioscorus I, patriarch van Alexandrië
- Jucundus, Gallisch geestelijke en heilige
- Nestorius (70), patriarch van Constantinopel
- Theoderik I, koning van de Visigoten
- Vardan Mamikonian, Armeens edelman